# Trichomalus lonchaeae
Trichomalus lonchaeae är en stekelart som beskrevs av Boucek 1959. Trichomalus lonchaeae ingår i släktet Trichomalus och familjen puppglanssteklar.
Artens utbredningsområde är:
- Tjeckien.
- Slovakien.
- Tyskland.
- Nederländerna.
- Sverige.

Arten är reproducerande i Sverige. Inga underarter finns listade i Catalogue of Life.